# Campeões brasileiros de futebol de mesa (modalidade disco)
O Futebol de Botão (Futebol de Mesa) é um esporte reconhecido no Brasil através da Resolução N.º 14, de 29 de setembro de 1988, acatando ao Of. N.º 542/88 e ao Processo N.º 23005.000885/87-18, baseado na Lei N.º 6.251, de 8 de outubro de 1975 e no Decreto N.º 80.228, de 25 de agosto de 1977, assinada pelo seu então Conselheiro-Presidente Manoel José Gomes Tubino, o CND (Conselho Nacional de Desportos) reconhece o Futebol de Mesa como modalidade desportiva praticada no Brasil, como uma vertente dos esportes de salão, no qual se incluem o xadrez e o bilhar, por exemplo. O Futebol de Mesa é praticado oficialmente em sete modalidades oficiais: quatro nacionais (Disco, Bola 12 Toques, Bola 3 Toques e Dadinho), três internacionais (Sectorball, Subbuteo e Futebol Chapas) e as regras experimentais (dentre as quais temos a Pastilha, a Regra Gaúcha e a Regra Paraibana).
Segue a lista de campeões brasileiros da modalidade Disco.
| ANO  | LOCAL               | LIVRE                                                       | LISO                             |
| 1970 | Salvador            | Átila de Menezes Lisa                                       | -                                |
| 1971 | Recife              | Roberto Dartanhã Costa Melo                                 | -                                |
| 1972 | Caxias do Sul       | Antonio Carlos Martins                                      | -                                |
| 1976 | Jaguarão            | Giovani Pereira Moscovits                                   | -                                |
| 1978 | Rio de Janeiro      | Jomar Antônio de Jesus Moura                                | -                                |
| 1979 | Vitória             | José Inácio dos Santos                                      | -                                |
| 1980 | Pelotas             | Júlio César Albuquerque Nogueira                            | -                                |
| 1981 | Brusque             | Hozaná Sanches                                              | -                                |
| 1982 | Itapetinga          | Jomar Antônio de Jesus Moura Miguel Fernando G. de Oliveira | -                                |
| 1983 | Aracaju             | Arnaldo Szpiro                                              | -                                |
| 1984 | Sant. do Livramento | Victor Afrânio Lima                                         | -                                |
| 1985 | Salvador            | Cláudio Luiz Schemes                                        | -                                |
| 1986 | Pelotas             | Aldyr Rosenthal Schlee                                      | -                                |
| 1987 | Rio de Janeiro      | Arnaldo Szpiro                                              | -                                |
| 1988 | Natal               | Rodrigo Aboudib Ferreira Pinto                              | -                                |
| 1989 | Recife              | Carlos Eduardo Linhares Rebouças                            | -                                |
| 1990 | Rio de Janeiro      | Júlio César Albuquerque Nogueira                            | -                                |
| 1991 | Vitória             | Júlio César Albuquerque Nogueira                            | Antônio José Sacramento Rocha    |
| 1992 | Rio de Janeiro      | Luiz Fernando Silva                                         | Dilson Mata da Silveira          |
| 1993 | Recife              | José Helenilson Morais Segundo                              | Diógenes Oliveira Mota           |
| 1994 | Natal               | Guido Antônio Stein Garcia                                  | Jair Pereira de Queiroz          |
| 1995 | Vitória             | Guido Antônio Stein Garcia                                  | Carlos Eduardo Linhares Rebouças |
| 1996 | Pelotas             | Nilmar Ulguin Ferreira                                      | Diógenes Oliveira Mota           |
| 1997 | Aracaju             | Robson Betemps Bauer                                        | Hamilton Mutti Júnior            |
| 1998 | Rio de Janeiro      | Robson Betemps Bauer                                        | Diógenes Oliveira Mota           |
| 1999 | Natal               | Antônio Souza Bury                                          | Diógenes Oliveira Mota           |
| 2000 | Salvador            | Alênio Cheble da Silva                                      | Murilo Barbosa Santana           |
| 2001 | Porto Alegre        | Alex Antônio Degani Reis                                    | Rogério Nascimento Horta         |
| 2002 | Salvador            | Cláudio Savi Guimarães                                      | Raimundo C. Dantas Neto          |
| 2003 | Rio de Janeiro      | Gilvani da Silva Moreira                                    | Hamilton Mutti Júnior            |
| 2004 | Florianópolis       | Gilvani da Silva Moreira                                    | Eldenisio Tosta Santos           |
| 2005 | Natal               | Luis Antônio Rodalles                                       | Leonardo Santana da Silva        |
| 2006 | Vitória             | Jeferson dos Santos de Mesquita                             | Eduardo Pereira da Silva         |
| 2007 | Salvador            | Victor Iost Mecking                                         | Danilo Costa                     |
| 2008 | Rio de Janeiro      | Alex Antônio Degani Reis                                    | Hamilton Mutti Júnior            |
| 2009 | João Pessoa         | Luis Antônio Rodalles                                       | Diógenes Oliveira Mota           |
| 2010 | Porto Alegre        | Cristian Gonçalves Baptista                                 | Alênio Cheble da Silva           |
| 2011 | Recife              | Cristian Gonçalves Baptista                                 | Franklin dos Anjos               |

A partir de 2012 as vertentes "Livre" e "Liso" passaram a ser disputadas em locais diferentes.

| ANO  | LOCAL                   | LIVRE                          | LOCAL         | LISO                   |
| 2012 | Cascavel                | Alex Antônio Degani Reis       | Salvador      | Aldemar Sá Leitão Neto |
| 2013 | Florianópolis           | Marcos Aurélio Behr            | Caiobá        | Flavio Lisa            |
| 2014 | Santana do Livramento   | Wellington Rodrigo de Oliveira | Aracaju       | Franklin dos Anjos     |
| 2015 | Rio de Janeiro          | Cristian Gonçalves Baptista    | Maceió        | Diógenes Oliveira Mota |
| 2016 | Pelotas                 | Ítalo Petrecheli               | Recife        | Eldenísio Tosta        |
| 2017 | São Paulo               | Felipe Souza                   | Vitória       | Eduardo Matta          |
| 2018 | Florianópolis           | Cristian Gonçalves Baptista    | Caxias do Sul | Eldenísio Tosta        |
| 2019 | São Lourenço do Sul     | Moisés Costa                   | Florianópolis | Eduardo Matta          |
| 2022 | Santa Vitória do Palmar | Cristian Gonçalves Baptista    | Natal         | Silvio da Silveira     |